# Михайло Карачевський-Вовк
Миха́йло Караче́вський-Вовк (27 травня 1933, Париж, Франція) — князь, французький державний діяч, дипломат російсько-українського походження. Вважає себе потомком руського княжого роду Рюриковичів.

## Біографія

### Предки
Бабуся, графиня Поліна Ленорман де ля Тур, яка в часи будівництва Транссибірської магістралі приїхала у місто Бухеду (Маньчжурія) як представниця від Франції; дід — поляк, полковник, граф Станіслав Ставинський. У них народилася донька Ірина, мати Михайла. Пізніше родина переїхала до Києва, а згодом до Парижу.
Батько Микола — син князя Олександра Осиповича Карачевського-Вовка та графині Марії Азарової-Храпової був представником російського морського флоту в Бізерті (тепер Туніс, колишня колонія Франції). Коли почалася революція, і кораблі потрібно було віддати більшовикам, він перейшов у французький військовий флот та оселився в Парижі. 
Окрім князя Михайла та його брата-близнюка Миколи, в сім'ї було ще два старших брати — Андрій та Олександр. В сім'ї Карачевських була дуже сувора дисципліна. Кожен мусів відповідати за свої слова.
Закінчив Єзуїтський колегіум Святого Георгія у Медоні, неподалік Парижа. 
Учасник алжирської війни 1954—56 років.
Працював дипломатом, 1970—75 рр. Виконував функції торгового аташе посольства Франції в Москві.

## Родовід
Рід князів Карачевських-Вовків починається від Рюриковичів, через Ярослава Мудрого, Святослава Чернігівського, Олега, Всеволода, Святослава, Всеволода, Святого Михаїла — Великого князя Київського та Чернігівського і його сина Мстислава, від якого й починається гілка князів Карачевських.

## Герб

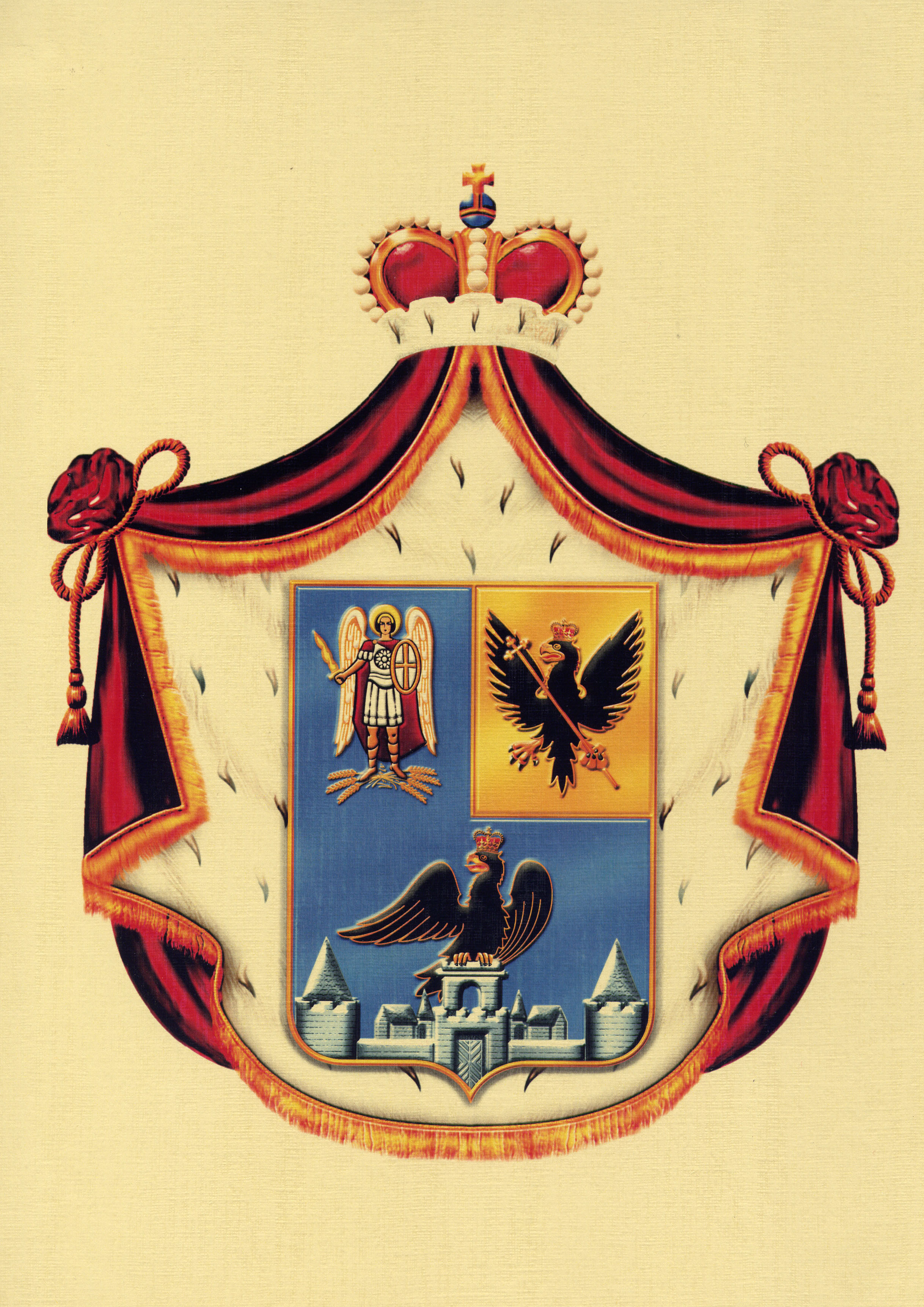
Герб князів Карачевських-Вовків

Герб князів Карачевських-Вовків: зліва — на блакитному тлі — Архангел Михаїл з мечем, стоїть на снопі з семи колосків пшениці;
справа — на жовтому тлі — Чернігівський орел, що тримає Андріївський хрест;
внизу — на блакитному тлі — герб Карачева: Чернігівський орел стоїть на оборонних мурах міста Карачева.

## Нагороди
- Вищий Орден юстиції Всесвітньої асоціації юристів
- Орден Святого Станіслава (Grand Collar)
- Орден Почесного легіону (Франція)
- Орден Святої Бригіди (Швеція)

## Документальні фільми
https://www.youtube.com/watch?v=9AjdqQIXmUM/ Трон в Україні (2007)